# Симпсон, Джей
Джей-А́листер Фредери́к Си́мпсон (англ. Jay-Alistaire Frederick Simpson, 1 декабря 1988, Энфилд) — английский футболист, нападающий.

## Клубная карьера

### Арсенал
Родившийся в Энфилде, Лондон, Симпсон играл в молодёжной команде «Норвич Сити», прежде чем он присоединился к «Арсеналу» в возрасте девяти лет, и начал играть в юношеской команде до 18 лет всего в 12 лет. Он занял видное место в резервной команде «Арсенала», и был на скамейке запасных Кубка Лиги в матче первой команды против «Вест Бромвич Альбион» 24 октября 2006 года, но так и не сыграл. 19 февраля 2007 года он вошёл в историю, став первым игроком, забившим когда-либо хет-трик на стадионе «Эмирейтс», за «Арсенал» до 18 лет в матче Молодёжного кубка Англии против «Кардифф Сити», закончившемся со счётом 3:2.

#### Миллуолл (аренда)
В августе 2007 года он был отдан в аренду «Арсеналом» в «Миллуолл», за который он впервые дебютировал за основную команду, выйдя на замену в матче в Лиге 1 1 сентября 2007 года, проиграв «Хаддерсфилд Таун». Он забил свой первый гол в проигранном со счётом 3:2 матче против «Суонси Сити» в первом раунде Южного отдела Трофея Футбольной лиги 4 сентября 2007 года, а свой первый гол в лиге в проигранном со счётом 2:1 матче против «Суиндон Таун» 29 сентября 2007. Его аренда истекла 1 января 2008 года, но позже была продлена до конца сезона. Симпсон забил 8 голов в 44 матчах за «Миллуолл» и выиграл награду болельщиков ПФА «Игрок года Лиги 1» 2008 года.
Симпсон поблагодарил «Миллуолл» за предоставленную ему возможность улучшить свою игру, заявив, что «Переход в „Миллуолл“ был лучшим решением, которое я когда-либо сделал. Регулярно играя в первой команде я действительно развил свою игру. Это помогло мне вырасти как игроку, и у меня появилось много хороших друзей. Это открыло мне мир добра. Фанаты Миллуолла были действительно хороши для меня, и я ценил их поддержку». Тренер «Арсенала» Арсен Венгер заявил, что, по его мнению у Симпсона есть будущее в «Арсенале», сказав: «В данный момент ещё слишком рано говорить, есть ли у него [Джея Симпсона] будущее, но я думаю, что да. Он делал всё очень хорошо и забивал голы. Я всегда думал, что Джей — очень хороший игрок и тот факт, что он мог получить хороший опыт в Миллуолле делает нас всех счастливыми, потому что он не только хороший игрок, но и очень хороший парень».

#### Возвращение в Арсенал
Симпсон впервые дебютировал за «Арсенал» в победном матче над «Шеффилд Юнайтед» со счётом 6:0 в Кубке Лиги, выйдя на замену вместо Никласа Бендтнера на 71-й минуте. Он забил свои первые два гола за «Арсенал» в домашнем матче Кубка Лиги против клуба «Уиган Атлетик» 11 ноября 2008 года, при том, что это был его первый матч в стартовом составе за клуб.

#### Вест Бромвич Альбион (аренда)
Он подписал новый контракт с «Арсеналом» 29 декабря 2008 года, но затем был отдан в аренду в «Вест Бромвич Альбион» на оставшуюся часть сезона 2008/2009. Он дебютировал за «Альбион» 3 января 2009 года, выйдя на второй тайм, заменив Роберта Корена в матче против «Питерборо Юнайтед» в третьем раунде Кубка Англии, закончившемся со счетом 1:1. Он забил свой первый гол за «Вест Бромвич» 13 января 2009 года, в переигровке того же матча. Свой первый гол в Премьер-лиге был забит 31 января 2009 года в матче против «Халл Сити».

#### Куинз Парк Рейнджерс (аренда)

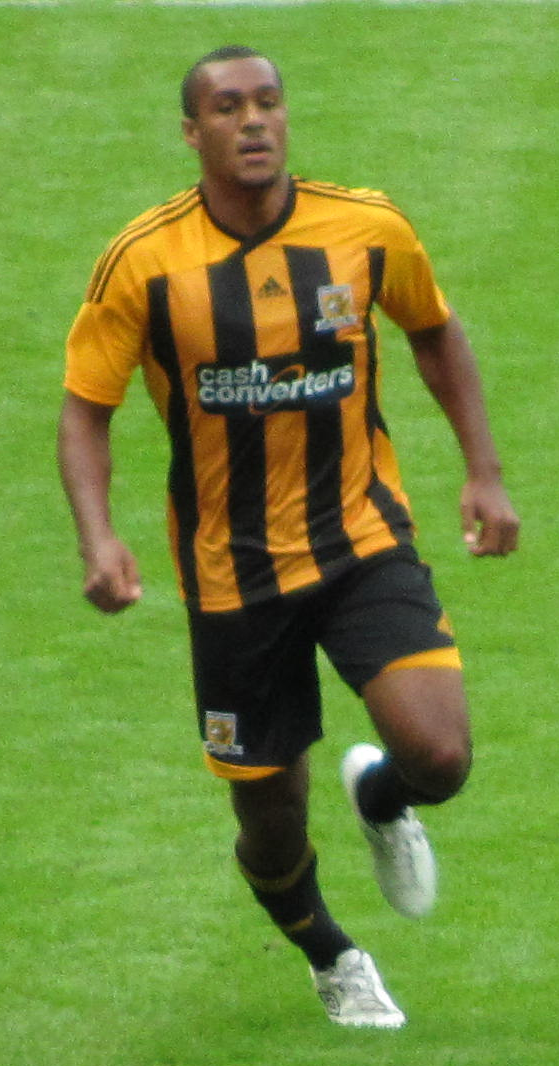
Симпсон играет за Халл Сити в 2011

В августе 2009 года он перешёл в «Куинз Парк Рейнджерс» на правах аренды на срок в сезон, дебютировав в матче на выезде против «Сканторп Юнайтед» со счётом 1:0. Его третья игра за КПР была против «Кардифф Сити», на стадионе «Кардифф Сити», и он забил дубль в первом тайме, принеся победу своей команде.

### Халл Сити
19 августа 2010 года Симпсон подписал контракт на три года с командой из Чемпионшипа «Халл Сити» за цену 1 млн руб, включая дополнения. Он дебютировал в стартовом составе матча со счётом 0-0 против клуба «Уотфорд» 21 Август. Его первые голы за клуб состоялись 18 декабря 2010, когда он забил оба гола в ворота «Бристоль Сити», в результате чего Халл победил 2:0. Он также был назван лучшим игроком матча. Проведя более месяца на скамейке запасных, он вернулся на поле, выйдя на замену вместо Тижани Белаида, и забил свой пятый гол в сезоне в матче против «Ипсвич Таун» в гостях, закончившемся ничьей 1:1.
18 августа 2012 на стадионе «Кей Си» выйдя на замену в игре против «Брайтона» за десять минут до конца основного времени, забил гол, впервые с апреля 2011 года, и принёс победу в матче со счётом 1:0. 15 сентября 2012 года на стадионе «Kей-Си» против «Миллуолла», прекрасная атака по правому флангу удалась Симпсону, который произвёл возвышенное первое касание перед ударом мячом в ворота мимо вратаря Тейлора с шести метров. Позднее он покинул Халл Сити.

#### Возвращение в Миллуолл (аренда)
Симпсон снова перешёл в «Миллуолл» на правах аренды, в последний день трансферов, 31 августа 2011 года, играя за Львов до января 2012 года.

### Бурирам Юнайтед
29 сентября 2013 года, он подписал контракт на 2 года с тайским клубом «Бурирам Юнайтед», в котором по сообщениям он получает £ 40,000 в месяц. 1 февраля 2014 года, он забил свой первый гол в футболке Бурирам Юнайтед во время Королевского кубка Кора против «Муангтонг Юнайтед» в Супханбури, принеся победу и трофей команде.

### Возвращение в Англию. Лейтон Ориент
После года, проведённого в Таиланде, Симпсон 31 июля 2014 подписал трёхлетний контракт с клубом «Лейтон Ориент».

## Карьера в сборной
Симпсон представлял сборную Англии на молодёжном уровне.

## Статистика
| Клуб                          | Сезон     | Лига                 | Лига | Лига | Кубок | Кубок | Кубок лиги | Кубок лиги | Континентальные | Континентальные | Другие | Другие | Итого | Итого |
| Клуб                          | Сезон     | Дивизион             | Игры | Голы | Игры  | Голы  | Игры       | Голы       | Игры            | Голы            | Игры   | Голы   | Игры  | Голы  |
| ----------------------------- | --------- | -------------------- | ---- | ---- | ----- | ----- | ---------- | ---------- | --------------- | --------------- | ------ | ------ | ----- | ----- |
| Миллуолл (аренда)             | 2007/2008 | Лига 1               | 41   | 6    | 4     | 1     | 0          | 0          | —               | —               | 1      | 1      | 46    | 8     |
| Арсенал                       | 2008/2009 | Премьер-лига         | 0    | 0    | 0     | 0     | 3          | 2          | 0               | 0               | —      | —      | 3     | 2     |
| Вест Бромвич Альбион (аренда) | 2008/2009 | Премьер-лига         | 13   | 1    | 4     | 1     | 0          | 0          | —               | —               | —      | —      | 17    | 2     |
| Куинз Парк Рейнджерс (аренда) | 2009/2010 | Чемпионшип           | 39   | 12   | 2     | 1     | 1          | 0          | —               | —               | —      | —      | 42    | 13    |
| Халл Сити                     | 2010/2011 | Чемпионшип           | 32   | 6    | 1     | 0     | 1          | 0          | —               | —               | —      | —      | 34    | 6     |
| Халл Сити                     | 2011/2012 | Чемпионшип           | 3    | 0    | 1     | 0     | 1          | 0          | —               | —               | —      | —      | 5     | 0     |
| Халл Сити                     | 2012/2013 | Чемпионшип           | 43   | 6    | 3     | 0     | 1          | 1          | —               | —               | —      | —      | 47    | 7     |
| Халл Сити                     | Итого     | Итого                | 78   | 12   | 4     | 0     | 3          | 1          | —               | —               | —      | —      | 85    | 13    |
| Миллуолл (аренда)             | 2011/2012 | Чемпионшип           | 16   | 4    | 0     | 0     | 0          | 0          | —               | —               | —      | —      | 16    | 4     |
| Бурирам Юнайтед               | 2014      | Тайская Премьер-лига | 13   | 1    | 0     | 0     | 0          | 0          | 6               | 0               | 1      | 1      | 20    | 2     |
| Итого                         | Итого     | Итого                | 200  | 36   | 15    | 3     | 7          | 3          | 6               | 0               | 2      | 2      | 230   | 44    |

1. ↑  Игры в Трофее Футбольной лиги

## Достижения
Бурирам Юнайтед
- Королевский кубок Кора Победители (1): 2014